# Dentibythere schornikovi
Dentibythere schornikovi is een mosselkreeftjessoort uit de familie van de Bythocytheridae.